# Sedum aoikon
Sedum aoikon är en fetbladsväxtart som beskrevs av Ulbrich. Sedum aoikon ingår i Fetknoppssläktet som ingår i familjen fetbladsväxter. Inga underarter finns listade i Catalogue of Life.